# Throw It on Me
Throw It on Me – trzeci singel amerykańskiego producenta muzycznego i rapera Timbalanda. 
Utwór ten pochodzi z wydanego w 2007 r. albumu Timbaland Presents Shock Value.